# Свачина, Владимир
Владимир Свачина (чеш. Vladimír Svačina; 28 апреля 1987, Студенка, Чехия) — чешский хоккеист, центральный нападающий. Играет за клуб чешской Экстралиги «Витковице».

## Карьера
Владимир Свачина является воспитанником остравского хоккея. В юниорские годы играл в команде «Поруба». В Экстралиге дебютировал в 2007 году в составе «Витковице». Также играл за «Либерец» и «Тршинец». После завоевания своего первого чемпионского титула, не смог договориться об условиях нового контракта с «Тршинцем». Сезон 2019/2020 начал в родном клубе «Поруба», в первой лиге. Но уже в начале сезона подписал контракт с командой Экстралиги «Комета».  В конце декабря Свачина вновь сменил клуб, перейдя в «Пардубице». 8 января 2021 года вернулся в «Витковице».
С 2012 по 2015 год провёл 15 матчей за сборную Чехии, забил 1 гол.

## Достижения
Чемпион Чехии 2019
 Серебряный призёр чемпионата Чехии 2010, 2011, 2017, 2018

## Статистика
Обновлено на конец сезона 2020/2021
- Чешская экстралига — 710 игр, 363 очка (158+205)
- Сборная Чехии — 15 игр, 7 очков (1+6)
- Лига чемпионов — 31 игра, 17 очков (9+8)
- Кубок Шпенглера — 9 игр, 7 очков (3+4)
- Чешская первая лига — 74 игры, 54 очка (21+33)
- Словацкая экстралига — 16 игр, 6 очков (4+2)
- Хоккейная лига Онтарио — 129 игр, 48 очков (13+35)
- Всего за карьеру — 984 игры, 502 очка (209+293)